# Agelanthus sansibarensis
Agelanthus sansibarensis är en tvåhjärtbladig växtart. Agelanthus sansibarensis ingår i släktet Agelanthus och familjen Loranthaceae.

## Underarter
Arten delas in i följande underarter:
- A. s. montanus
- A. s. sansibarensis